# Musée national de peinture de Kiev
Le Musée national de peinture de Kiev ou Musée national galerie de peinture de Kiev appelé antérieurement à mars 2017 le Musée national d'art russe (en ukrainien : Національний музей «Київська картинна галерея» ou ukrainien : Київська національна картинна галерея et antérieurement à mars 2017 ukrainien : Київський національний музей російського мистецтва) est un musée des beaux-arts situé à Kiev en Ukraine. Il se trouve dans les locaux de la Maison de Fiodor Terechenko construite à la fin du XIXe siècle et au début du XXe siècle par les architectes Vladimir Nikolaïev et Andreï Goun.
Le musée possède une collection de 12 000 pièces exposées, des icônes du XIIIe siècle, des sculptures et des tableaux des XIXe et XXe siècles.
La direction du musée est installée rue Chovkovitchna 17/2 à Kiev.

## Histoire
Le musée a été fondé en 1917, et a été ouvert au public le 12 novembre 1922 sous la tutelle de l'Académie ukrainienne des sciences sous le nom de Galerie d'art de Kiev. La base de la collection du musée était la collection des industriels et mécènes de la famille Tereshchenko family (en). 
Les noms utilisés pour le désigner ont varié :
- Galerie d'art Terechenko de Kiev [4]
- Galerie de peinture de Kiev (depuis 1922)[5]
- Galerie nationale de peinture (depuis 1930)[5]
- Musée d'État d'art russe de Kiev (depuis 1936)[5]
- Musée d'art russe Ilia Répine [6]
- Musée national d'art russe de Kiev

Au début, la collection était composée de 200 œuvres d'art, et en 1928 elle en comprenait près de 300.
Parmi les artistes dont la galerie possède des tableaux, on peut citer :Karl Brioullov, Dmitri Levitski, Ivan Chichkine, Nikolaï Gay, Mikhaïl Vroubel, Isaac Levitan, Mikhaïl Nesterov, Ilia Répine, Valentin Serov, Vassili Verechtchaguine, Mark Antokolski, Alekseï Savrassov, Constantin Korovine.
Le 25 janvier 2017, lors de la réunion de la commission de la culture de la ville de Kiev, l'administration a pris la décision de modifier le nom du musée « Musée national d'art russe » en « Musée national de peinture de Kiev » (littéralement :Musée national de galerie de peinture de Kiev)  La commission a refusé de reprendre le nom du fondateur du musée Fiodor Terechenko.
Le 2 mars 2017, lors de la séance plénière du conseil municipal de la ville de Kiev il a été décidé de reprendre le nom  de Musée national de peinture de Kiev (littéralement Musée national de galerie de peinture de Kiev) (Nationalny mouzeï Kiivskia kartina galeria). La décision est entrée en vigueur le 21 mars 2017, après sa parution au journal officiel Krechatik.
Par mesure de sécurité pendant la guerre russo-ukrainienne, de nombreuses œuvres du musée ont été transférées en Suisse, à Bâle et à Genève, à la fin de l'année 2022. Dans ce cadre, le Kunstmuseum de Bâle a organisé l'exposition « Born in Ukraine », qui présentait au total 49 tableaux de la pinacothèque de Kiev. L'exposition présentait les œuvres de 31 artistes du XVIIIe au XXe siècle, qui ont non seulement trouvé refuge ici[pas clair], mais qui ont également été recontextualisées du point de vue de l'histoire de l'art et de la culture ukrainienne. L'exposition a eu lieu en même temps que l'exposition « From Dusk to Dawn » organisée au Musée Rath à Genève.

## Collections
L'exposition comprenait à l'origine 200 pièces et présente aujourd'hui 13 000 pièces réparties dans plus de 30 salles.
Le principe suivi est chronologique depuis la Rus' de Kiev et son iconographie suivie des étapes du développement de l'art dans l'Empire russe puis dans l'URSS. Elle présente en particulier des portraits du XVIIIe siècle, des œuvres de la seconde moitié du XIXe siècle avec les Ambulants, l'art réaliste, l'académisme, le modernisme et le symbolisme, des œuvres de la période de la Révolution de Février (1917) et le réalisme socialiste.

### Galerie

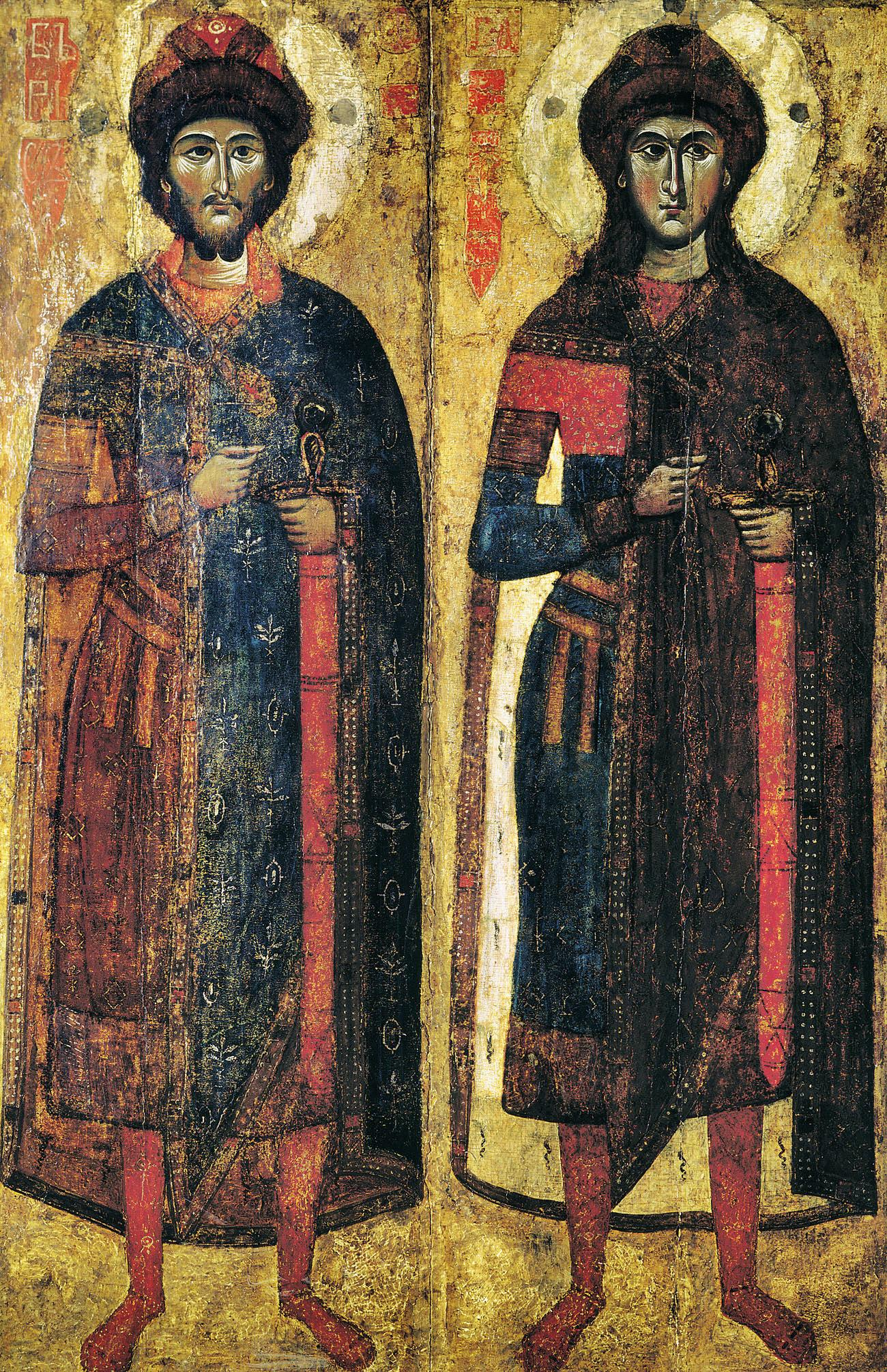
«Boris et Gleb (icône du monastère de Savvo-Vicherski)», ХIIIe. Kiev.
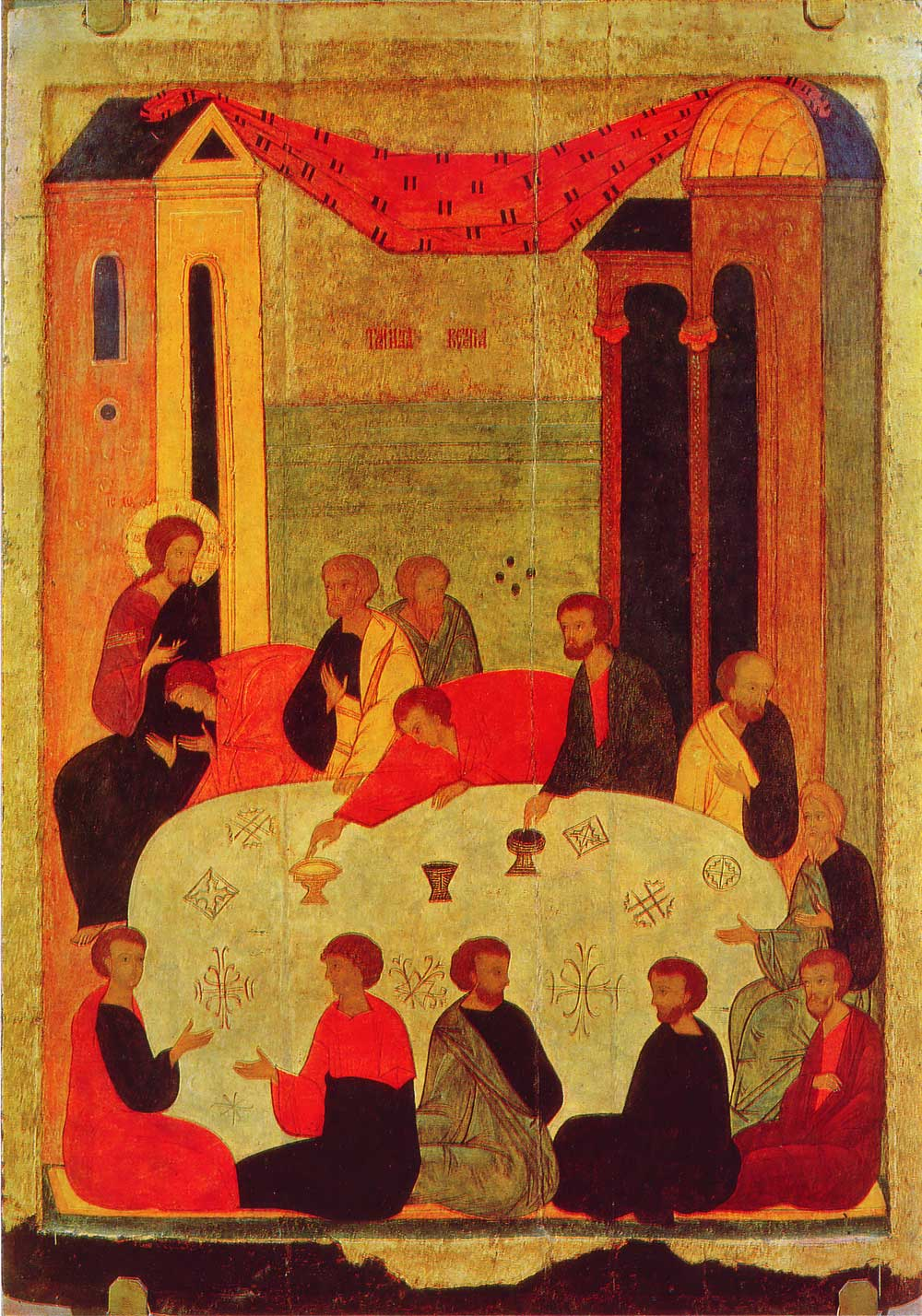
La Dernière Cène, dernier quart du XVe siècle Tchernigov et Kharkiv.
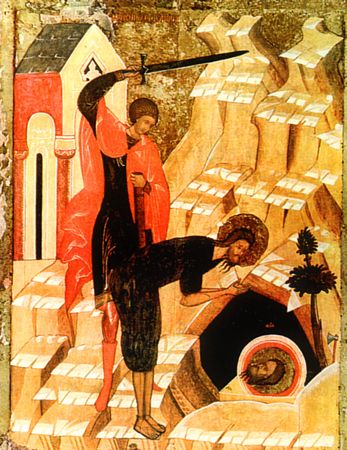
Décollation de Jean le Baptiste, XVIe siècle, Tchernigov et Kharkiv.

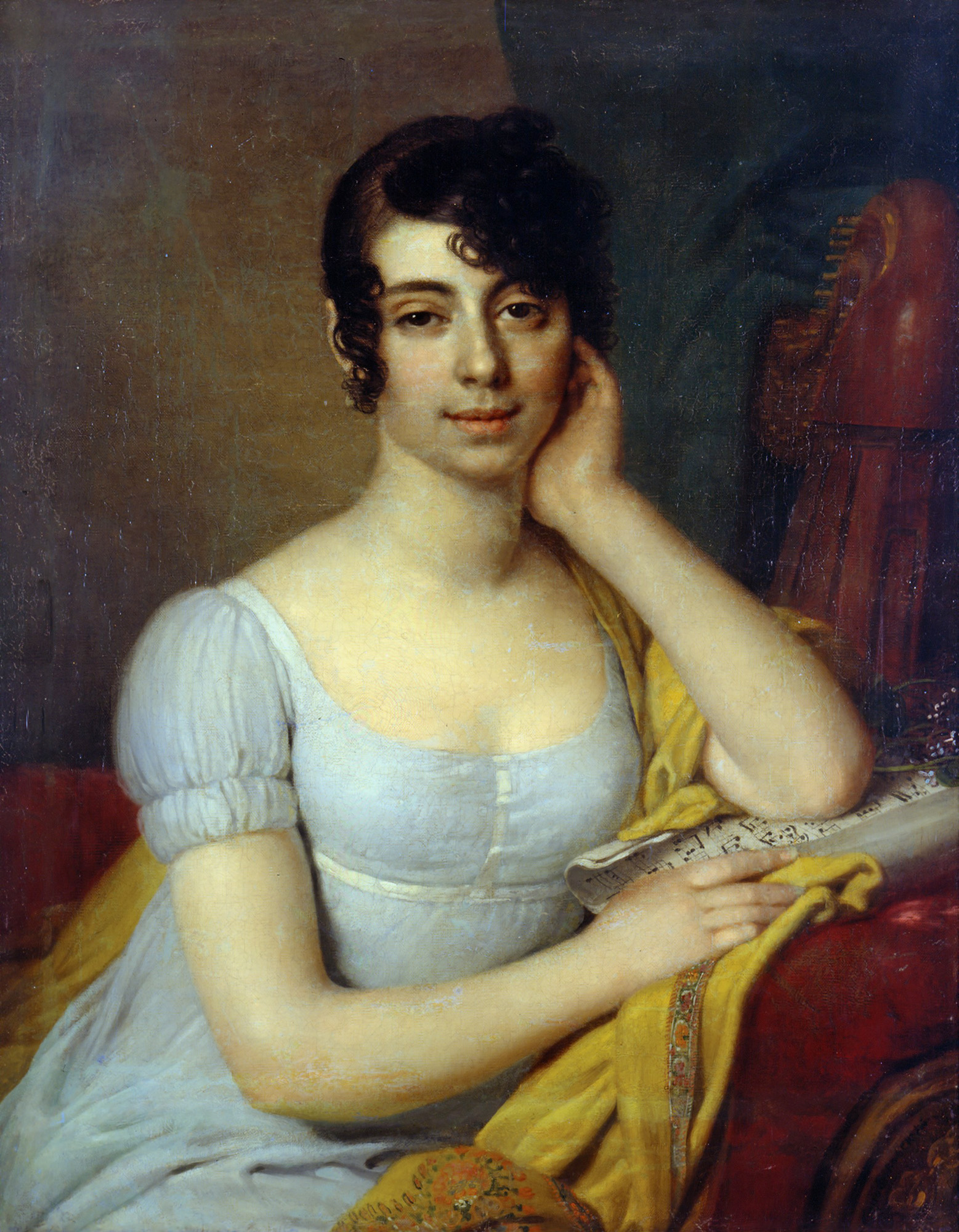
Vladimir Borovikovski ((K. Lobanov-Rostovski).
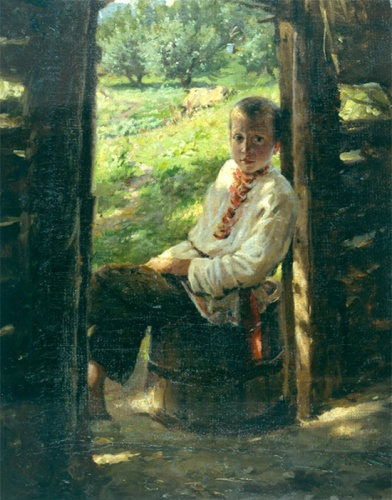
Nikolaï Gay, Portrait d'un garçon ukrainien.
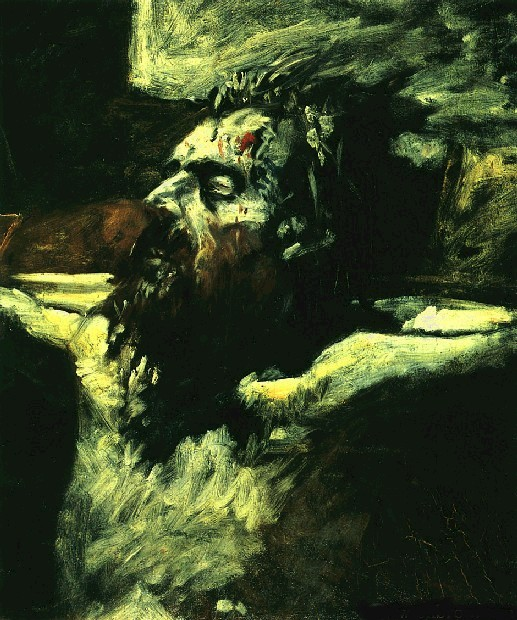
Nikolaï Gay, Tête du Christ au Golgotha.
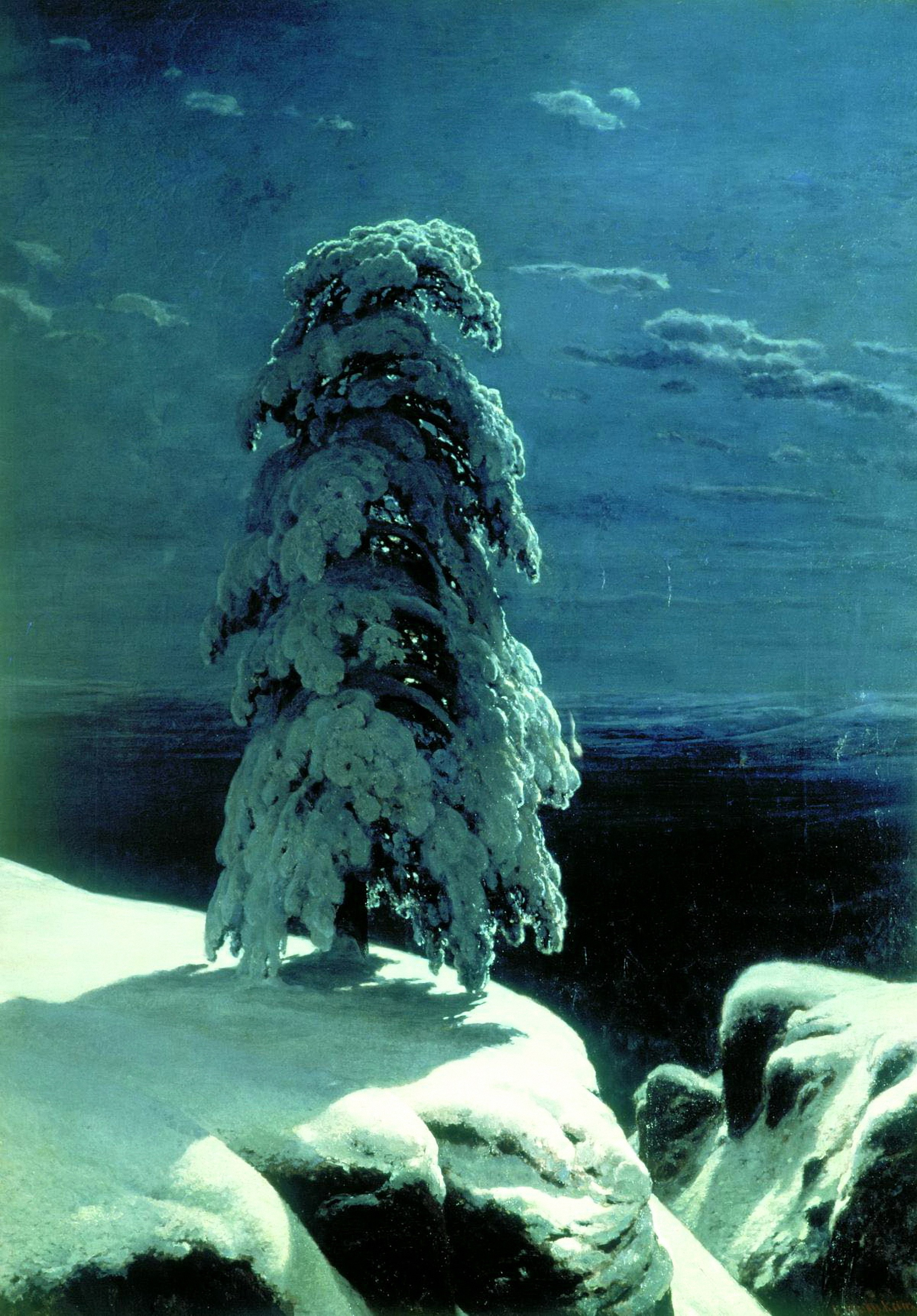
Ivan Chichkine, Dans le Nord sauvage.
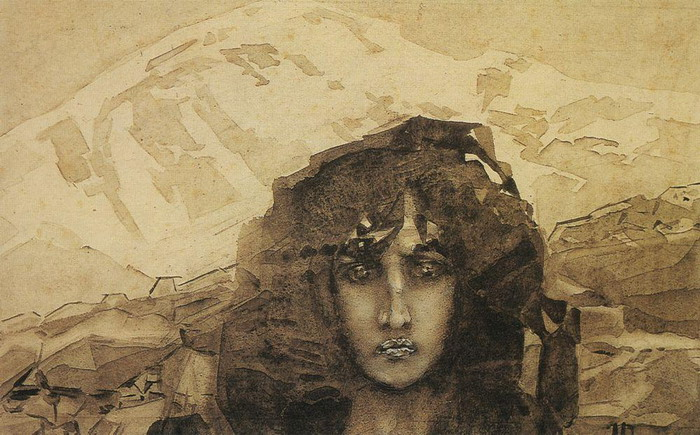
Mikhaïl Vroubel. Démon sur fond de montagne, 1891, aquarelle.
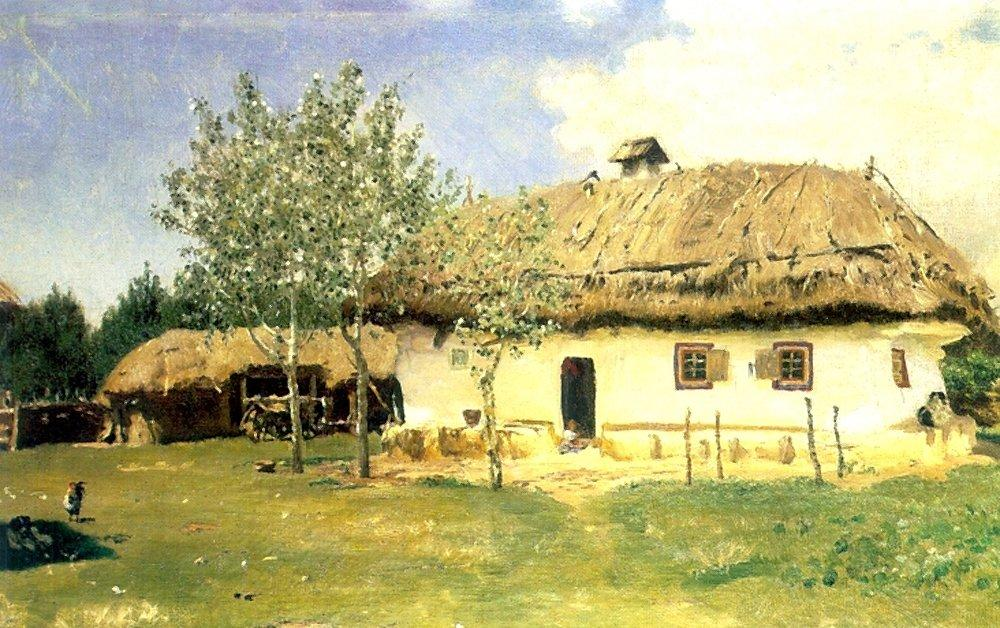
Ilia Répine, Une khata, 1880.
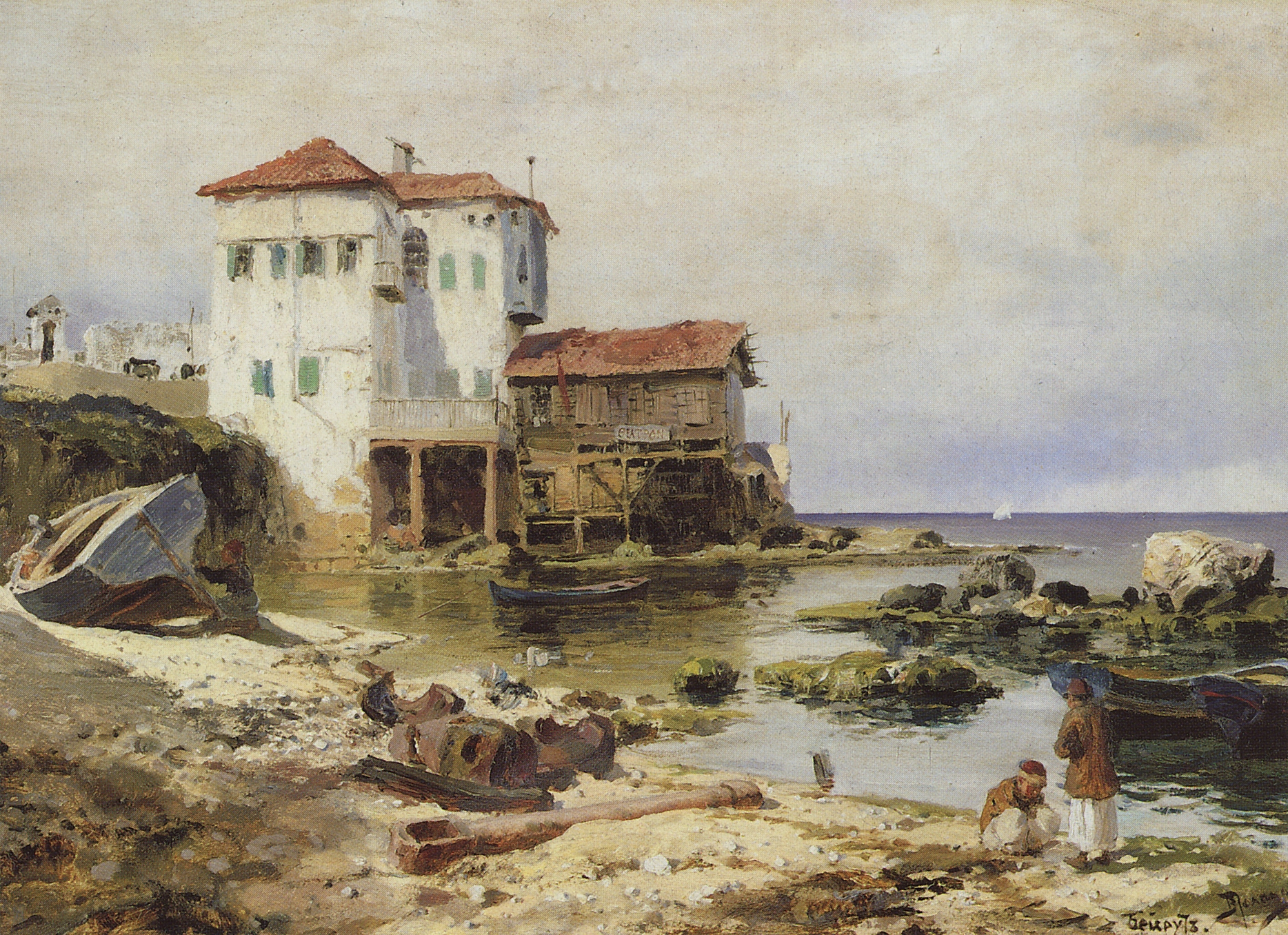
Vassili Polenov. Beyrouth, 1882.
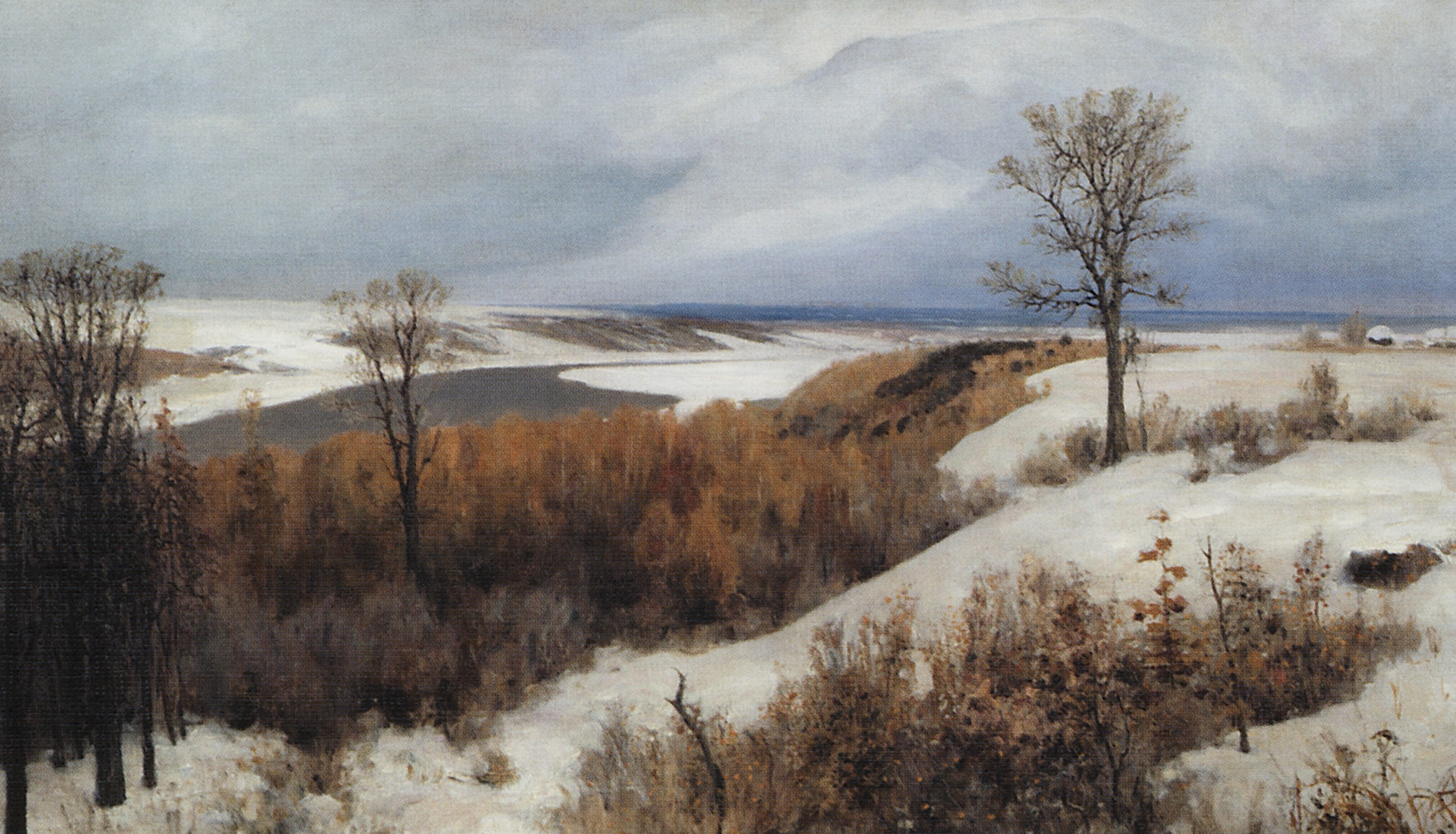
Vassili Polenov Première neige, 1891.
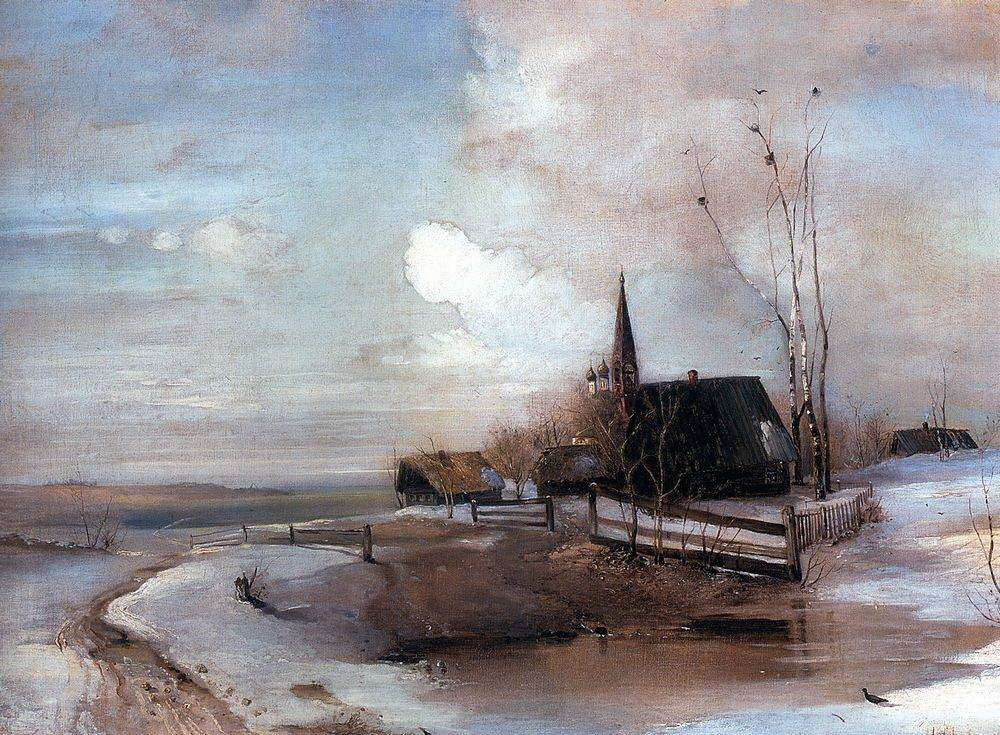
Alexeï Savrassov, Printemps précoce.
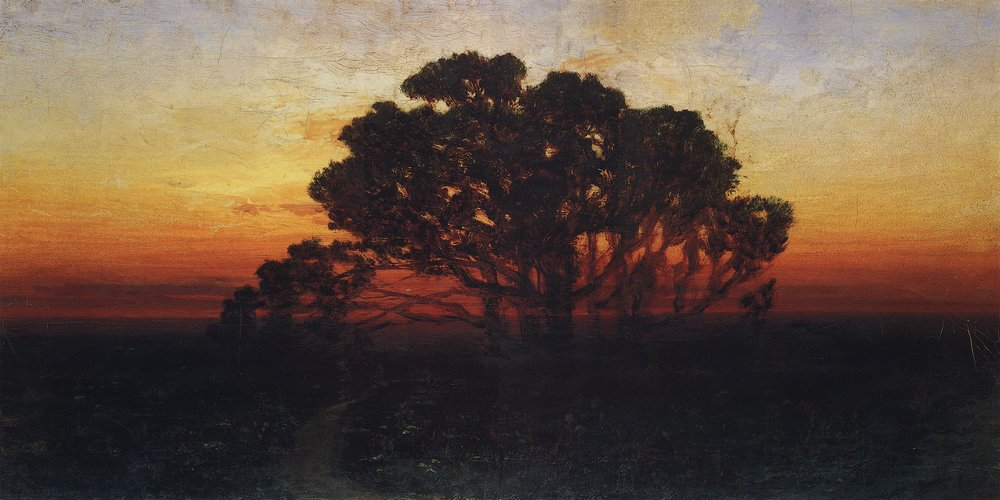
Arkhip Kouïndji, Le Soir, avant 1890.
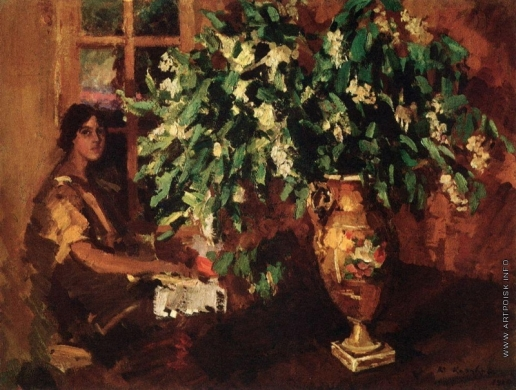
Constantin Korovine. Tcheremchina, 1912.
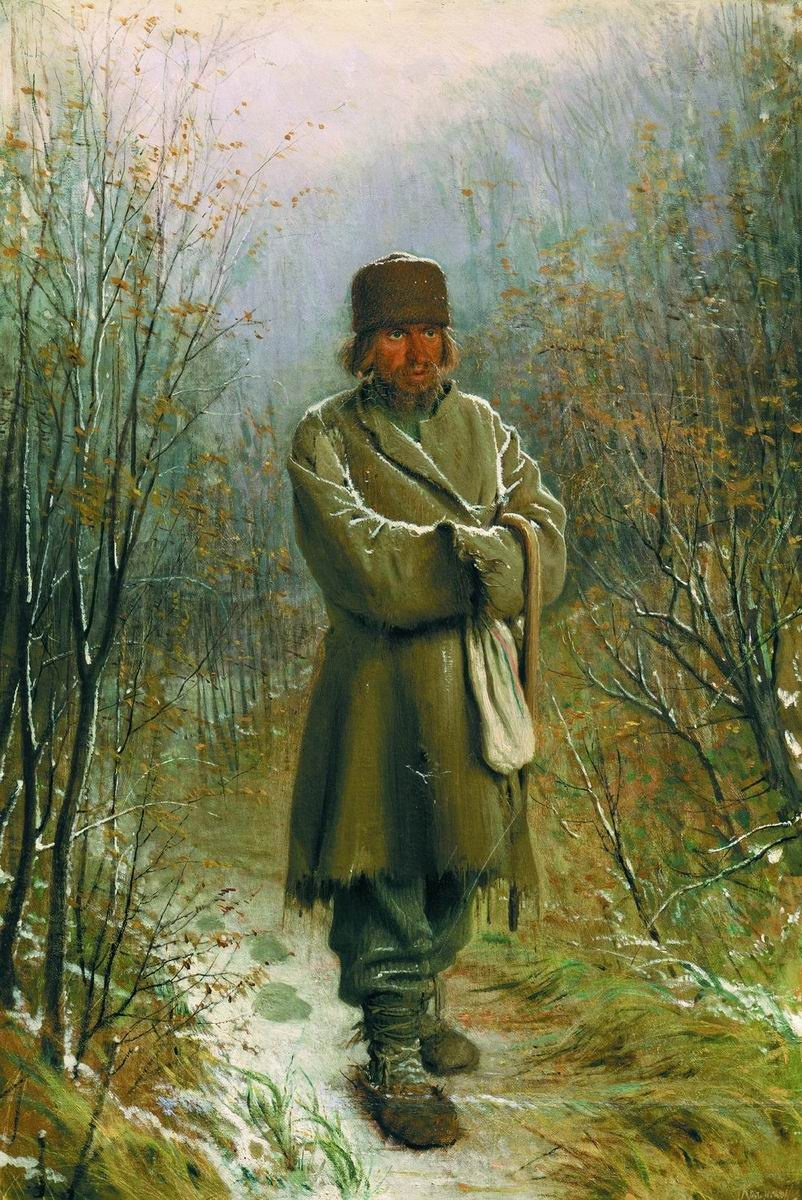
Le Contemplatif, 1876.